# Bangor (Galles)
Bangor è una città del Regno Unito, in Galles.
Si trova nella regione del Gwynedd ed è uno dei più piccoli centri avente status di città del Regno Unito.
È di fatto una città universitaria. Si trova nei pressi dello Stretto di Menai, che separa l'isola dell'Anglesey dal Gwynedd. La sua nascita risale alla fondazione della cattedrale da parte di San Deniol agli inizi del VI secolo. La sua diocesi fu una delle più antiche della Gran Bretagna. Oggi Bangor è un importante centro di musica classica ed è sede del museo del Gwynedd e di una galleria d'arte.

## Sport

### Calcio
La squadra principale della città è il Bangor City.